# Izrael az 1984. évi nyári olimpiai játékokon
Izrael az egyesült államokbeli Los Angelesben megrendezett 1984. évi nyári olimpiai játékok egyik részt vevő nemzete volt. Az országot az olimpián 11 sportágban 32 sportoló képviselte, akik érmet nem szereztek.

## Atlétika
Férfi
| Versenyző       | Versenyszám    | Előfutam | Előfutam | Előfutam | Negyeddöntő | Negyeddöntő | Negyeddöntő | Elődöntő | Elődöntő | Elődöntő | Döntő   | Döntő    |         |
| Versenyző       | Versenyszám    | Idő      | Hely.    | Össz.    | Idő         | Hely.       | Össz.       | Idő      | Hely.    | Össz.    | Idő     | Helyezés |         |
| --------------- | -------------- | -------- | -------- | -------- | ----------- | ----------- | ----------- | -------- | -------- | -------- | ------- | -------- | ------- |
| Mark Handelsman | 400 m          | 48,17    | 6.       | 60.      | kiesett     | kiesett     | kiesett     | kiesett  | kiesett  | kiesett  | kiesett | kiesett  |         |
| Mark Handelsman | 800 m          | 1:47,90  | 4.       | 31.      | kiesett     | kiesett     | kiesett     | kiesett  | kiesett  | kiesett  | kiesett | kiesett  |         |
| Mark Handelsman | 1500 m         | 3:45,05  | 6.       | 22.      |             |             |             | kiesett  | kiesett  | kiesett  | kiesett | kiesett  |         |
| Arie Gamliel    | 5000 m         | 14:02,98 | 10.      | 35.      |             |             |             | kiesett  | kiesett  | kiesett  | kiesett | kiesett  |         |
| Arie Gamliel    | Arie Gamliel   | 10 000 m | 29:31,32 | 10.      | 31.         |             |             |          |          |          |         | kiesett  | kiesett |
| Shem-Tov Sabag  | Maraton        |          |          |          |             |             |             |          |          |          | 2:31:34 | 60.      |         |
| Yehuda Zadok    | 3000 m akadály | 8:42,28  | 9.       | 27.      |             |             |             | kiesett  | kiesett  | kiesett  | kiesett | kiesett  |         |

Női
| Versenyző          | Versenyszám | Előfutam | Előfutam | Előfutam | Negyeddöntő | Negyeddöntő | Negyeddöntő | Elődöntő | Elődöntő | Elődöntő | Döntő   | Döntő    |
| Versenyző          | Versenyszám | Idő      | Hely.    | Össz.    | Idő         | Hely.       | Össz.       | Idő      | Hely.    | Össz.    | Idő     | Helyezés |
| ------------------ | ----------- | -------- | -------- | -------- | ----------- | ----------- | ----------- | -------- | -------- | -------- | ------- | -------- |
| Maya Kalle-Bentzur | 100 m       | 12,30    | 6.       | 39.      | kiesett     | kiesett     | kiesett     | kiesett  | kiesett  | kiesett  | kiesett | kiesett  |
| Zehava Shmueli     | Maraton     |          |          |          |             |             |             |          |          |          | 2:42:27 | 30.      |

| Versenyző          | Versenyszám | Selejtező    | Selejtező | Döntő    | Döntő    |
| Versenyző          | Versenyszám | Eredmény     | Helyezés  | Eredmény | Helyezés |
| ------------------ | ----------- | ------------ | --------- | -------- | -------- |
| Maya Kalle-Bentzur | Távolugrás  | 607 (604) cm | 16.       | kiesett  | kiesett  |

## Cselgáncs
| Versenyző   | Versenyszám | Csoport | Selejtező         | 32-es főtábla             | Nyolcaddöntő                           | Negyeddöntő              | Elődöntő          | Vigaszág nyolcaddöntő | Vigaszág negyeddöntő | Vigaszág elődöntő | Bronz- mérkőzés   | Döntő             | Helyezés |
| Versenyző   | Versenyszám | Csoport | Ellenfél Eredmény | Ellenfél Eredmény         | Ellenfél Eredmény                      | Ellenfél Eredmény        | Ellenfél Eredmény | Ellenfél Eredmény     | Ellenfél Eredmény    | Ellenfél Eredmény | Ellenfél Eredmény | Ellenfél Eredmény | Helyezés |
| ----------- | ----------- | ------- | ----------------- | ------------------------- | -------------------------------------- | ------------------------ | ----------------- | --------------------- | -------------------- | ----------------- | ----------------- | ----------------- | -------- |
| Eddy Koaz   | Légsúly     | B       |                   | Ronny Sanabria (CRC) · GY | Csao Csin-fu (Chau Chin-Fu) (TPE) · GY | Neil Eckersley (GBR) · V | kiesett           |                       |                      |                   |                   |                   | 10.      |
| Moshe Ponte | Váltósúly   | A       | erőnyerő          | Michel Nowak (FRA) · V    | kiesett                                | kiesett                  | kiesett           |                       |                      |                   |                   |                   | 20.      |

## Kajak-kenu
Férfi
| Versenyző      | Versenyszám       | Előfutam | Előfutam | Előfutam | Vigaszág | Vigaszág | Vigaszág | Elődöntő | Elődöntő | Elődöntő | Döntő   | Döntő    |
| Versenyző      | Versenyszám       | Idő      | Hely.    | Össz.    | Idő      | Hely.    | Össz.    | Idő      | Hely.    | Össz.    | Idő     | Helyezés |
| -------------- | ----------------- | -------- | -------- | -------- | -------- | -------- | -------- | -------- | -------- | -------- | ------- | -------- |
| Aviram Mizrahi | Kajak egyes 500 m | 1:53,66  | 2.       | 9.       | erőnyerő | erőnyerő | erőnyerő | 1:49,98  | 4.       | 8.       | kiesett | kiesett  |

## Ökölvívás
| Versenyző       | Versenyszám | Selejtező                   | 32-es főtábla                  | Nyolcaddöntő          | Negyeddöntő       | Elődöntő          | Döntő             | Helyezés |
| Versenyző       | Versenyszám | Ellenfél Eredmény           | Ellenfél Eredmény              | Ellenfél Eredmény     | Ellenfél Eredmény | Ellenfél Eredmény | Ellenfél Eredmény | Helyezés |
| --------------- | ----------- | --------------------------- | ------------------------------ | --------------------- | ----------------- | ----------------- | ----------------- | -------- |
| Yehuda Ben Haim | Papírsúly   |                             | Michael Ebo Dankwa (GHA) · 4:1 | John Lyon (GBR) · 0:5 | kiesett           | kiesett           | kiesett           | 9.       |
| Shlomo Niazov   | Könnyűsúly  | Asif Kamran Dar (PAK) · 0:5 | kiesett                        | kiesett               | kiesett           | kiesett           | kiesett           | 33.      |

## Sportlövészet
Nyílt
| Versenyző       | Versenyszám           | Pont           | Helyezés       |
| --------------- | --------------------- | -------------- | -------------- |
| Gary Aramist    | Szabadpisztoly        | 536            | 36.            |
| Itzhak Yonassi  | Sportpuska, fekvő     | 582            | 49.            |
| Itzhak Yonassi  | Sportpuska, összetett | 1117           | 39.            |
| Itzhak Yonassi  | Légpuska              | 582            | 8.             |
| Yair Davidovitz | Légpuska              | nem fejezte be | nem fejezte be |
| Yair Davidovitz | Sportpuska, fekvő     | 590            | 23.            |
| Yair Davidovitz | Sportpuska, összetett | 1099           | 46.            |

## Súlyemelés
| Versenyző   | Versenyszám | Szakítás | Szakítás | Lökés    | Lökés    | Összesen | Helyezés |
| Versenyző   | Versenyszám | Eredmény | Helyezés | Eredmény | Helyezés | Összesen | Helyezés |
| ----------- | ----------- | -------- | -------- | -------- | -------- | -------- | -------- |
| Meir Daloya | 52 kg       | 95,0     | 8.       | 120,0    | 8.       | 215,0    | 9.       |

## Torna
Férfi
| Versenyző     | Versenyszám      | Selejtező | Selejtező | Döntő    | Döntő    |
| Versenyző     | Versenyszám      | Pontszám  | Helyezés  | Pontszám | Helyezés |
| ------------- | ---------------- | --------- | --------- | -------- | -------- |
| Yohanan Moyal | Talaj            | 17,95     | 70.       | kiesett  | kiesett  |
| Yohanan Moyal | Ugrás            | 19,10     | 68.       | kiesett  | kiesett  |
| Yohanan Moyal | Korlát           | 18,25     | 63.       | kiesett  | kiesett  |
| Yohanan Moyal | Nyújtó           | 18,65     | 65.       | kiesett  | kiesett  |
| Yohanan Moyal | Gyűrű            | 18,75     | 62.       | kiesett  | kiesett  |
| Yohanan Moyal | Lólengés         | 18,10     | 64.       | kiesett  | kiesett  |
| Yohanan Moyal | Egyéni összetett | 110,80    | 67.       | kiesett  | kiesett  |
| Ya'akov Levi  | Talaj            | 18,55     | 61.       | kiesett  | kiesett  |
| Ya'akov Levi  | Ugrás            | 19,10     | 68.       | kiesett  | kiesett  |
| Ya'akov Levi  | Korlát           | 15,40     | 71.       | kiesett  | kiesett  |
| Ya'akov Levi  | Nyújtó           | 17,65     | 70.       | kiesett  | kiesett  |
| Ya'akov Levi  | Gyűrű            | 18,60     | 65.       | kiesett  | kiesett  |
| Ya'akov Levi  | Lólengés         | 16,85     | 71.       | kiesett  | kiesett  |
| Ya'akov Levi  | Egyéni összetett | 106,15    | 71.       | kiesett  | kiesett  |

Női
| Versenyző       | Versenyszám      | Selejtező | Selejtező | Döntő    | Döntő    |
| Versenyző       | Versenyszám      | Pontszám  | Helyezés  | Pontszám | Helyezés |
| --------------- | ---------------- | --------- | --------- | -------- | -------- |
| Nancy Goldsmith | Talaj            | 18,50     | 54.       | kiesett  | kiesett  |
| Nancy Goldsmith | Ugrás            | 18,30     | 64.       | kiesett  | kiesett  |
| Nancy Goldsmith | Felemás korlát   | 17,30     | 58.       | kiesett  | kiesett  |
| Nancy Goldsmith | Gerenda          | 17,95     | 53.       | kiesett  | kiesett  |
| Nancy Goldsmith | Egyéni összetett | 72,05     | 61.       | 73,725   | 31.      |
| Limor Fridman   | Talaj            | 18,00     | 64.       | kiesett  | kiesett  |
| Limor Fridman   | Ugrás            | 18,60     | 59.       | kiesett  | kiesett  |
| Limor Fridman   | Felemás korlát   | 15,45     | 64.       | kiesett  | kiesett  |
| Limor Fridman   | Gerenda          | 16,60     | 65.       | kiesett  | kiesett  |
| Limor Fridman   | Egyéni összetett | 68,65     | 65.       | kiesett  | kiesett  |

### Ritmikus gimnasztika
| Versenyző        | Versenyszám | Selejtező | Selejtező | Döntő   | Döntő    |
| Versenyző        | Versenyszám | Pont      | Hely.     | Pont    | Helyezés |
| ---------------- | ----------- | --------- | --------- | ------- | -------- |
| Liat Hani Novitz | Egyéni      | 35,45     | 27.       | kiesett | kiesett  |

## Úszás
Férfi
| Versenyző     | Versenyszám    | Előfutam | Előfutam | Előfutam | Döntő   | Döntő   | Döntő   | Helyezés |
| Versenyző     | Versenyszám    | Idő      | Hely.    | Össz.    | Típus   | Idő     | Hely.   | Helyezés |
| ------------- | -------------- | -------- | -------- | -------- | ------- | ------- | ------- | -------- |
| Eyal Shtigman | 100 m mell     | 1:05,63  | 4.       | 22.      | kiesett | kiesett | kiesett | kiesett  |
| Eyal Shtigman | 200 m mell     | 2:24,93  | 4.       | 23.      | kiesett | kiesett | kiesett | kiesett  |
| Yoram Kochavy | 200 m pillangó | 2:04,08  | 4.       | 22.      | kiesett | kiesett | kiesett | kiesett  |
| Yoram Kochavy | 200 m vegyes   | 2:11,81  | 5.       | 27.      | kiesett | kiesett | kiesett | kiesett  |
| Yoram Kochavy | 400 m vegyes   | 4:35,70  | 5.       | 16.      | B       | 4:40,00 | 8.      | 16.      |

Női
| Versenyző        | Versenyszám    | Előfutam | Előfutam | Előfutam | Döntő   | Döntő   | Döntő   | Helyezés |
| Versenyző        | Versenyszám    | Idő      | Hely.    | Össz.    | Típus   | Idő     | Hely.   | Helyezés |
| ---------------- | -------------- | -------- | -------- | -------- | ------- | ------- | ------- | -------- |
| Hadar Rubinstein | 200 m gyors    | 2:12,32  | 5.       | 26.      | kiesett | kiesett | kiesett | kiesett  |
| Hadar Rubinstein | 400 m gyors    | 4:34,95  | 5.       | 21.      | kiesett | kiesett | kiesett | kiesett  |
| Hadar Rubinstein | 200 m pillangó | 2:22,78  | 6.       | 26.      | kiesett | kiesett | kiesett | kiesett  |

## Vitorlázás
Férfi
| Versenyző     | Versenyszám     | Futam | Futam | Futam | Futam | Futam  | Futam | Futam | Pontszám | Helyezés |
| Versenyző     | Versenyszám     | 1     | 2     | 3     | 4     | 5      | 6     | 7     | Pontszám | Helyezés |
| ------------- | --------------- | ----- | ----- | ----- | ----- | ------ | ----- | ----- | -------- | -------- |
| Yehuda Atedji | Szörfvitorlázás | 19,0  | 19,0  | 18,6* | 10,0  | (27,0) | 24,0  | 21,0  | 111,6    | 14.      |

* - bírók által adott pontszám
Nyílt
| Versenyző                         | Versenyszám     | Futam  | Futam | Futam | Futam | Futam | Futam  | Futam | Pontszám | Helyezés |
| Versenyző                         | Versenyszám     | 1      | 2     | 3     | 4     | 5     | 6      | 7     | Pontszám | Helyezés |
| --------------------------------- | --------------- | ------ | ----- | ----- | ----- | ----- | ------ | ----- | -------- | -------- |
| Eitan Fridlander Shimshon Brokman | 470-es osztály  | (19,0) | 14,0  | 17,0  | 18,0  | 8,0   | 3,0    | 10,0  | 70,0     | 8.       |
| Eldad Amir Yoel Sela              | Repülő hollandi | 14,0   | 17,0  | 5,7   | 13,0  | 5,7   | (24,0) | 24,0* | 79,4     | 8.       |

## Vívás
Férfi
| Versenyző     | Versenyszám | Selejtező | Selejtező | Selejtező | Selejtező | Selejtező | Selejtező | Főtábla                 | Főtábla           | Vigaszág                   | Vigaszág          | Negyeddöntő       | Elődöntő          | Döntő             | Helyezés |
| Versenyző     | Versenyszám | 1. kör | 1. kör    | 2. kör | 2. kör    | 3. kör | 3. kör    | 1. kör                  | 2. kör            | 1. kör                     | 2. kör            | Negyeddöntő       | Elődöntő          | Döntő             | Helyezés |
| Versenyző     | Versenyszám | Ellenfél Eredmény | Hely.     | Ellenfél Eredmény | Hely.     | Ellenfél Eredmény | Hely.     | Ellenfél Eredmény       | Ellenfél Eredmény | Ellenfél Eredmény          | Ellenfél Eredmény | Ellenfél Eredmény | Ellenfél Eredmény | Ellenfél Eredmény | Helyezés |
| ------------- | ----------- | --- | --------- | --- | --------- | --- | --------- | ----------------------- | ----------------- | -------------------------- | ----------------- | ----------------- | ----------------- | ----------------- | -------- |
| Itzhak Hatuel | Tőr, egyéni | 3. csoport · Saul Mendoza (BOL) · 5–0 · Ko Yin Fai (HKG) · 5–2 · Sergio Turiace (ARG) · 5–2 · Azuma Nobujuki (JPN) · 5–2 · Philippe Omnès (FRA) · 5–4 | 1.        | 3. csoport · Stefano Cerioni (ITA) · 3–5 · Bilal Rifaat (EGY) · 5–1 · Jü Ji-feng (Yu Yifeng) (CHN) · 5–0 · Philippe Omnès (FRA) · 1–5   | 2.        | 1. csoport · Bill Gosbee (GBR) · 5–3 · Azuma Nobujuki (JPN) · 5–4 · Mauro Numa (ITA) · 5–3 · Stefano Cerioni (ITA) · 3–5 · Philippe Omnès (FRA) · 2–5                              | 4.        | Mauro Numa (ITA) · 2–10 |                   | Peter Lewison (USA) · 8–10 | kiesett           | kiesett           | kiesett           | kiesett           | 16.      |
| Shlomo Eyal   | Tőr, egyéni | 2. csoport · Julito Francis (ISV) · 5–1 · Haluk Yamaç (TUR) · 5–1 · Stefano Cerioni (ITA) · 5–2 · Umezava Kenicsi (JPN) · 4–5                         | 2.        | 4. csoport · Edgardo Díaz (PUR) · 5–0 · Pascal Jolyot (FRA) · 5–2 · Csu Si-seng (Chu Shisheng) (CHN) · 4–5 · Andrea Borella (ITA) · 3–5 | 3.        | 2. csoport · José Rafael Magallanes (VEN) · 5–0 · Liu Jün-hung (Liu Yunhong) (CHN) · 3–5 · Thierry Soumagne (BEL) · 3–5 · Robert Blaschka (AUT) · 2–5 · Andrea Borella (ITA) · 0–5 | 5.        | kiesett                 | kiesett           | kiesett                    | kiesett           | kiesett           | kiesett           | kiesett           | 19.      |

Női
| Versenyző                | Versenyszám | Selejtező | Selejtező | Selejtező | Selejtező | Selejtező | Selejtező | Főtábla           | Főtábla           | Vigaszág          | Vigaszág          | Negyeddöntő       | Elődöntő          | Döntő             | Helyezés |
| Versenyző                | Versenyszám | 1. kör | 1. kör    | 2. kör | 2. kör    | 3. kör | 3. kör    | 1. kör            | 2. kör            | 1. kör            | 2. kör            | Negyeddöntő       | Elődöntő          | Döntő             | Helyezés |
| Versenyző                | Versenyszám | Ellenfél Eredmény | Hely.     | Ellenfél Eredmény | Hely.     | Ellenfél Eredmény | Hely.     | Ellenfél Eredmény | Ellenfél Eredmény | Ellenfél Eredmény | Ellenfél Eredmény | Ellenfél Eredmény | Ellenfél Eredmény | Ellenfél Eredmény | Helyezés |
| ------------------------ | ----------- | --- | --------- | --- | --------- | --- | --------- | ----------------- | ----------------- | ----------------- | ----------------- | ----------------- | ----------------- | ----------------- | -------- |
| Nili Drori               | Tőr, egyéni | 3. csoport · Maekava Mijuki (JPN) · 5–1 · Vincent Bradford (USA) · 5–4 · María Alicia Sinigaglia (ARG) · 5–2 · Elisabeta Guzganu-Tufan (ROU) · 3–5 · Christiane Weber (FRG) · 3–5 · Brigitte Latrille-Gaudin (FRA) · 2–5 | 4.        | 1. csoport · Carola Cicconetti (ITA) · 2–5 · Jana Angelakis (USA) · 5–4 · Marcela Moldovan-Zsak (ROU) · 5–4 · Sabine Bischoff (FRG) · 5–3                             | 2.        | 3. csoport · Debra Waples (USA) · 5–1 · Linda Ann Martin (GBR) · 4–5 · Dorina Vaccaroni (ITA) · 2–5 · Aurora Dan (ROU) · 1–5 · Li Hua-hua (Li Huahua) (CHN) · 4–5 | 5.        | kiesett           | kiesett           | kiesett           | kiesett           | kiesett           | kiesett           | kiesett           | 17.      |
| Lydia Czuckermann-Hatuel | Tőr, egyéni | 6. csoport · Sheila Viard (HAI) · 5–1 · Silvana Giancola (ARG) · 5–4 · Mijahara Mieko (JPN) · 5–3 · Margherita Zalaffi (ITA) · 5–4 · Fiona McIntosh (GBR) · 5–1 · Véronique Brouquier (FRA) · 5–4                        | 1.        | 4. csoport · O Szungszun (O Seung-Sun) (KOR) · 5–4 · Csu Csing-jüan (Zhu Qingyuan) (CHN) · 1–5 · Margherita Zalaffi (ITA) · 1–5 · Elisabeta Guzganu-Tufan (ROU) · 3–5 | 5.        | kiesett | kiesett   | kiesett           | kiesett           | kiesett           | kiesett           | kiesett           | kiesett           | kiesett           | 26.      |